# 保衛蘇聯北極地區獎章
保衛蘇聯北極地區獎章（俄语：Медаль «За оборону Советского Заполярья»）是蘇聯在1944年12月5日由蘇聯最高蘇維埃主席團應蘇聯國防人民委員部的請求而頒令設立的一種戰役獎章，以嘉許及認可蘇聯平民及軍事人員在1941年6月22日到1944年11月期間在蘇聯北極地區對德國及芬蘭軍隊的艱苦及英勇抗戰。有約35萬軍民獲得此獎章，其中大部分是北莫尔斯克的水兵。

## 設立背景
1941年6月下旬開始，德军聯合芬蘭开始进攻蘇聯北極地區，旨在夺取苏联在摩尔曼斯克的大型港口和基洛夫铁路。雙方的主要战场位於巴倫支海、白海和北冰洋。因為當地低温和极夜的情况，苏联北极地区战役进行的非常艰难。直至1944年10月7日，苏联军队才能向卢奥斯塔里、佩察莫方向发动进攻，到12月1日才将佩特萨莫地区完全从德军手中解放。為嘉許及表彰參戰人員，保衛蘇聯北極地區獎章被設立。

## 頒授情況
保衛蘇聯北極地區獎章授予給所有參與保衛蘇聯北極地區的紅軍、紅海軍及內務人民委員部隊的軍事人員，以及參與保衛戰的平民。
此獎章是以蘇聯最高蘇維埃主席團的名義頒授，根據所在部隊主官、軍事醫療機構、摩尔曼斯克的政府，所發出的有關其實際參與情況的文件而頒發。
現役人員的獎章由其部隊主官頒授，退役人員從所在社區的分區、城市或地區軍事委員獲得其獎章，平民獲獎者則由摩爾曼斯克州政府頒授。與獎章同時頒發的還有一張證書。
對於在戰役中陣亡或在獎章設立前去世的獲獎者，此獎章將追授予其家人。

## 獎章制式
保衛蘇聯北極地區獎章採用五邊形綬帶，主體為32毫米的黃銅製圓形獎章，兩側有凸起邊緣。
奖章正面的为一个頭戴蘇聯毛帽的士兵的半身像。他身着短皮袄，手持波波莎冲锋枪，面朝左方。士兵的左后方為一艘战舰的剪影。头部左右方都各有一架飞机在盘旋，胸口下方有两辆坦克。整个圖案被一個闊3毫米的圓框圍繞着。圓框的上部沿着奖章边缘写着 「为了保卫苏联北极地区」（俄语：«ЗА ОБОРОНУ СОВЕТСКОГО ЗАПОЛЯРЬЯ»）；下部有叠起着的丝带，丝带上有一颗五角星，五角星上有交叉的锤子与镰刀标志。
獎章背面的上方為锤子与镰刀标志，下方為俄文「為了我們的祖國蘇聯」（俄语：«ЗА НАШУ СОВЕТСКУЮ РОДИНУ»）
保衛蘇聯北極地區獎章採用浅蓝色的波纹绸绶带，宽24毫米，绶带中间有一条宽6毫米的绿色竖条纹，绿色条纹两边為两条宽2毫米的白色细条纹，绶带边缘也有两条宽1毫米的白色窄条纹。
保衛蘇聯北極地區獎章一般佩戴在左胸，當存在其他蘇聯勳章獎章時，應配戴在保卫高加索奖章之後，1941-1945年大衛國戰爭戰勝德國獎章之前。
如果佩戴了其它俄羅斯聯邦勳章或獎章，則後者具有優先權。

## 部分获奖者
以下為保衛蘇聯北極地區獎章的部分獲獎者（以最高軍銜排列）：
- 苏联元帅基里尔·阿法纳西耶维奇·梅列茨科夫
- 苏联元帅尼古拉·瓦西里耶维奇·奥加尔科夫（英语：Nikolai Ogarkov）
- 苏联元帅谢尔盖·列昂尼多维奇·索科洛夫
- 大將瓦列里安·亚历山德罗维奇·弗罗洛夫（英语：Valerian A. Frolov）
- 海军上将、战时北方舰队司令阿尔谢尼·格里高利耶维奇·戈洛夫科（英语：Arseniy Golovko）
- 中将尼古拉·帕夫洛维奇·西蒙尼亚克（英语：Nikolai Simoniak）
- 极地探险家、红海军战士、社会主义劳动英雄阿列克谢·菲奥多洛维奇·特立什尼科夫（英语：Alexey Tryoshnikov）
- 北方舰队战士、雕刻家、社会主义劳动英雄列夫·叶菲莫维奇·科贝尔（英语：Lev Kerbel）
- 皮划艇运动员阿纳托利·尼古拉耶维奇·德米特科夫（英语：Anatoly Demitkov）

## 延伸閱讀
- 佩察莫-希爾克內斯攻勢
- 摩爾曼斯克州

## 參照
- Legal Library of the USSR（页面存档备份，存于）
- 二战苏军奖章之保卫苏联北极地区奖章 （页面存档备份，存于）